# Silver goal
De silver goal of zilveren doelpunt is een term uit het voetbal.
Bij silver goal wordt, wanneer een wedstrijd in een knock-outsysteem in een gelijkspel geëindigd is, de wedstrijd met een kwartier verlengd. Indien de wedstrijd daarna nog onbeslist is, dan volgt opnieuw een kwartier verlenging. 
Het verschil met een gewone verlenging is dat deze altijd twee keer een kwartier duurt. Hierbij bestaat de mogelijkheid dat de wedstrijd na het eerste kwartier beslist is, maar na het tweede kwartier weer gelijk is, zodat de verlenging nog steeds geen winnaar heeft opgeleverd. Daar staat tegenover dat steeds na een kwartier de speelhelft gewisseld wordt, zodat beide teams hetzelfde voor- en nadeel hebben van asymmetrie in het veld, zoals de wind.
De silver goal was van kracht op de UEFA Cup van 2003 en ook op het EK 2004. In 2006 keerde de Europese voetbalbond weer terug naar het 'oude' verlengingssysteem; twee keer een kwartier verlenging.
De enige silver goal ooit gemaakt was tijdens de halve finale van het EK 2004. In de wedstrijd tussen Griekenland - Tsjechië scoorde Traianos Dellas in de blessuretijd van de eerste helft van de verlenging de 1-0.